# Цуй, Сэм
Сэмьюэл «Сэм» Цуи (англ.  Samuel “Sam” Tsui; род. 2 мая 1989, Blue Bell, Пенсильвания) — американский музыкант и певец, звезда Интернета, прославившийся благодаря роликам на YouTube. Больше всего известен своими кавер-версиями песен популярных исполнителей, таких как Адель, Бритни Спирс, Джастин Тимберлейк и Бруно Марс, а также оригинальными медли и мэшапами. Выпускник Йельского университета (2011).

## Личная жизнь

### 1989—2008: Ранние годы
Сэм Ли Цуи родился 2 мая 1989 года. Его отец — китаец из Гонконга, мать — американка из штата Айова. У него есть брат Кент Кевин. Сэм вырос в Блу-Белл, Пенсильвания, как и Курт Шнайдер, его продюсер и аккомпаниатор, с которым он учился в одной школе.

### 2009—2010: Начало карьеры иThe Covers
Телевизионный дебют Сэма Цуи прошёл 28 октября 2009 года на ABC World News, где он исполнил песню «I’ll Be There» группы The Jackson 5. В ноябре того же года он выступил на The Bonnie Hunt Show, где дал интервью и исполнил «I Wanna Dance with Somebody (Who Loves Me)» Уитни Хьюстон. Он также появился на It's On with Alexa Chung, спев для каста американского телесериала Glee на шоу «Don’t Stop Believin'» группы Journey.
В 2016 году на личной странице певца появились фотографии его свадьбы с певцом и композитором Кейси Бревисом, с которым Сэм познакомился в первый год своей учебы в Йельском университете.

## Дискография
- The Covers (2010)
- Make It Up (2013)